# Чоджук-Марджанлы
Чоджук-Марджанлы (азерб. Cocuq Mərcanlı — «Маленький Марджанлы») — село в Джебраильском районе Азербайджана.

## География
Расположено к востоку от города Джебраил, недалеко от реки Аракс.

## История
В период Азербайджанской ССР село Чоджук-Марджанлы входило в состав Мехдилинского сельсовета Джебраильского района.
В 1993 году в ходе Первой карабахской войны Чоджук-Марджанлы было занято армянскими вооружёнными формированиями. В результате Горадизской операции в начале 1994 года азербайджанская армия вернула контроль над селом. Тем не менее, село обстреливалось с соседней высоты Лелетепе, находившейся под контролем армянских сил, и по этой причине оставалось практически безлюдным. По состоянию на начало 2016 года здесь проживала только одна азербайджанская семья, не пожелавшая покинуть родные места.
В результате боевых столкновений в Карабахе в апреле 2016 года азербайджанской стороне удалось занять близлежащую высоту Лелетепе. 7 апреля 2016 года внутренне перемещенные лица из Чоджук-Марджанлы впервые за 23 года посетили родные края.
Чоджук-Марджанлы до 27 сентября 2020 года являлось единственным селом Джебраильского района Азербайджана, контролируемым Вооружёнными силами Азербайджана. 
Осенью 2020 года село, по данным Министерства обороны Азербайджана, подвергалось обстрелу из тяжёлой артиллерии со стороны вооружённых сил Армении. Был нанесён урон 47 постройкам.

## Восстановление после войны
24 января 2017 года президент Азербайджана Ильхам Алиев подписал распоряжение о мерах по восстановлению села. В рамках восстановительных работ для строительства на первоначальном этапе 50 индивидуальных жилых домов, здания школы и соответствующей структуры, из резервного фонда президента планировалось выделить 4 миллиона манатов.
Первый этап восстановительных работ завершился в июне 2017 года.

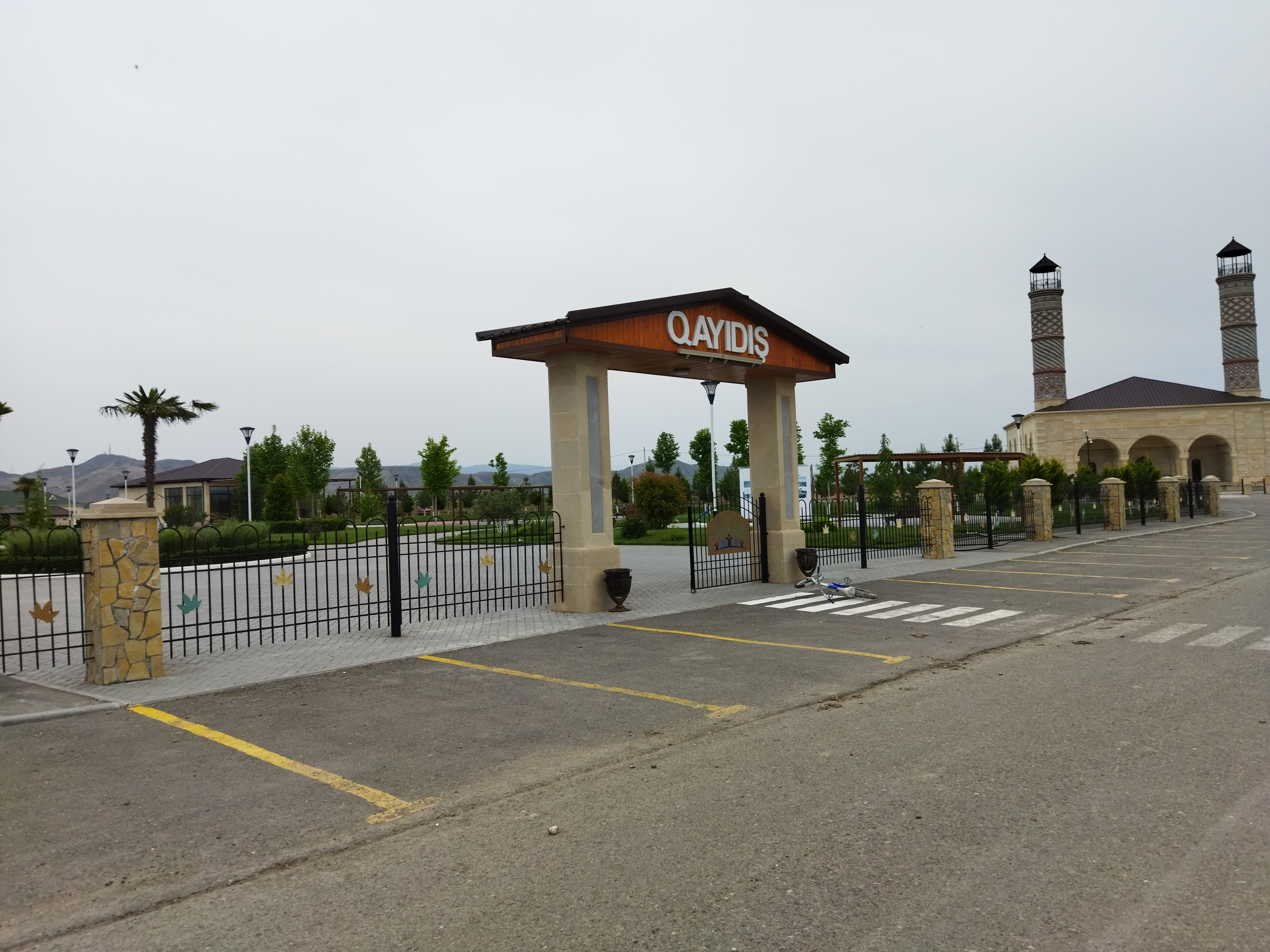
Парк «Кайыдыш». На заднем плане — сельская мечеть, 2021 год

К июню 2017 года было построено 150 домов, а также школа на 96 учеников, проложена подъездная дорога и восстановлено газоснабжение.
В селе построена мечеть по образцу Шушинской мечети. 14 июня 2017 года мечеть введена в строй. Высота минарета составляет 26 метров.
Построены электрическая подстанция, гидрометеорологическая станция. Проложены газовые, электрические коммуникации, линии питьевой воды. Построена автомобильная дорога протяжённостью 9 км., шириной 12 м.

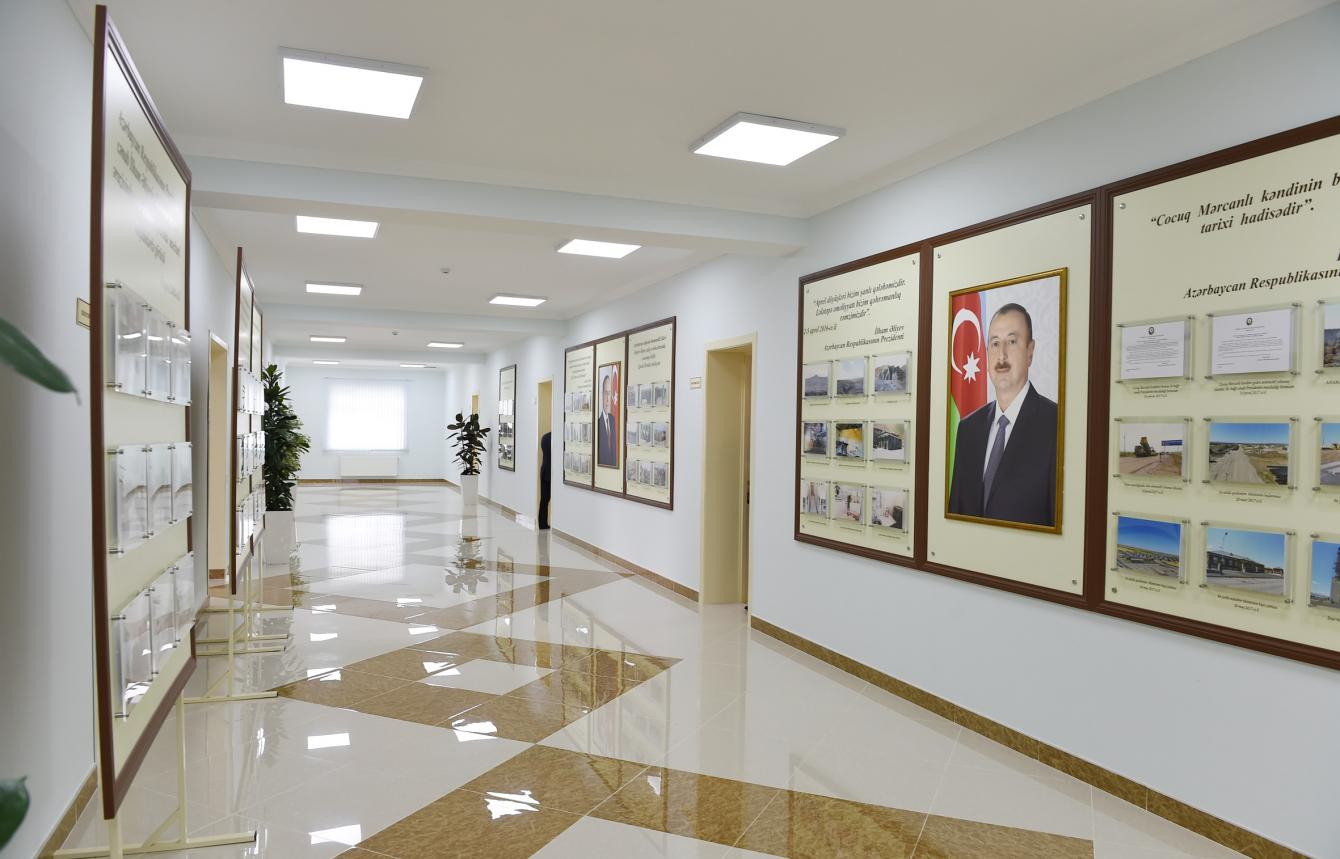
Школа в Чоджук-Марджанлы. Июнь 2017 года

На сентябрь 2017 года в село вернулось 45 семей из 172 человек.
В 2024 году в селе проведено разминирование. В период с февраля по август 2024 года разминировано 229 205 м² территории. Обнаружено 127 противопехотных и 200 противотанковых мин, 23 неразорвавшихся боеприпаса.

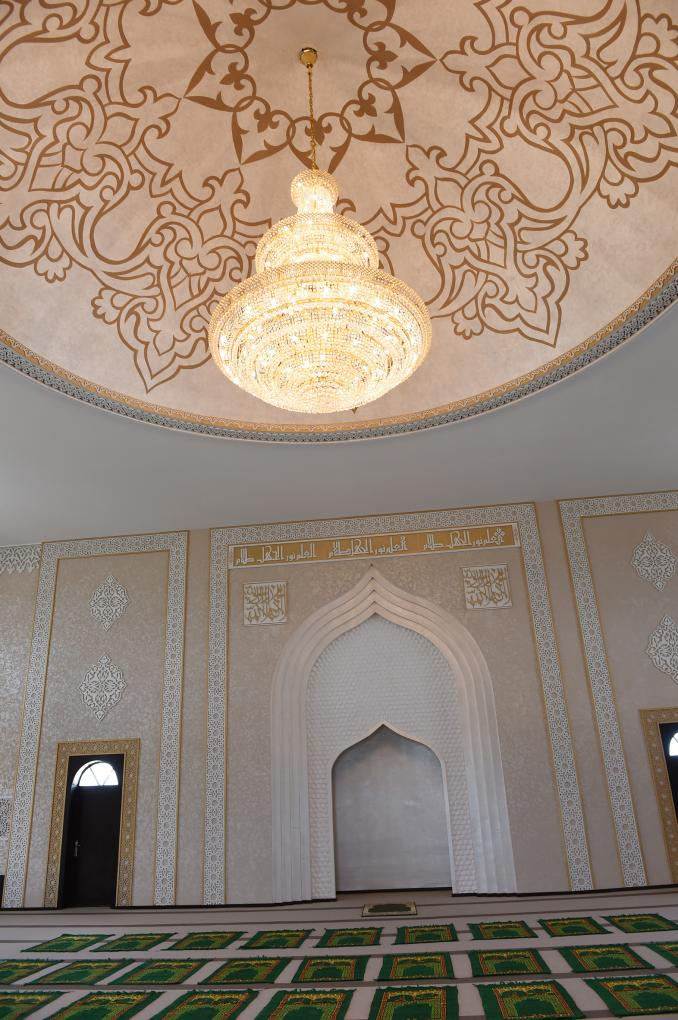
Внутри сельской мечети, 14 июня 2017 года

## Население
В период Российской империи село входило в состав Джебраильского уезда Елизаветпольской губернии. По данным Свода статистических данных о населении Закавказского края, извлечённых из посемейных списков 1886 года, в Марджанлу-Джуджуг (ныне Чоджук-Марджанлы) Марджанлинского сельского общества имелся 51 дым и проживало 272 азербайджанца (указаны как «татары»), которые являлись суннитами по вероисповеданию. Из них 4 относились к сословию духовенства, остальные были крестьянами.
Согласно результатам Азербайджанской сельскохозяйственной переписи 1921 года, селение Джорджук Марджанлы (Джуджук) Маральянского сельского общества Карягинского уезда Азербайджанской ССР населяли 377 человек (75 хозяйств), преобладающая национальность — тюрки-азербайджанцы.
До Карабахского конфликта в селе проживало 1428 жителей, имелось 400 домашних хозяйств. После начала конфликта жители были размешены в посёлках для вынужденных переселенцев Билясуварского района. В целом беженцы из села проживали в 17 городах и районах Азербайджана.

## Экономика
Посевные площади составляют 680 гектаров.
30 октября 2023 года открыто предприятие по пошиву медицинской формы, производству медицинских масок и других товаров медицинского назначения.